# Đổi mới công nghệ
Đổi mới công nghệ là việc thay thế một phần chính hay toàn bộ công nghệ đang sử dụng bằng một công nghệ khác tiến tiến hơn, hiệu quả hơn. Đổi mới công nghệ có thể nhằm tăng năng suất, chất lượng, hiệu quả của quá trình sản xuất hoặc có thể nhằm tạo ra một sản phẩm, dịch vụ mới phục vụ thị trường.
Đổi mới công nghệ có thể là đưa ra hoặc ứng dụng những công nghệ hoàn toàn mới chưa có trên thị trường công nghệ hoặc là thay đổi cơ bản công nghệ hiện có.
Có 5 trường hợp đổi mới công nghệ:
- Đưa ra sản phẩm mới.
- Đưa ra một phương pháp sản xuất mới hoặc thương mại mới.
- Chinh phục thị trường mới.
- Sử dụng nguồn nguyên liệu mới.
- Tổ chức mới đơn vị sản xuất.